# Vive l'enfant
Vive l’enfant var förkortningen för en utställning som producerades av den svenska myndigheten Riksutställningar, i samarbete med Byteatern i Kalmar. Utställningen visades 1984 i samband med barnkultursatsningen Vive l’enfant, som genomfördes av det svenska kulturhuset i Paris, Centre Culturel Suédois, CCS.
Kulturevenemanget Vive l’enfant bestod bland annat av den svenska utställningen i CCS lokaler i Paris, utställningar på bibliotek i förorter till Paris, men även ett antal mindre utställningar som visades på olika platser i Sverige. Bland övriga deltagare från Sverige märktes bland andra Moderna museet i Stockholm, Svenska Filminstitutet och Utbildningsradion.

## Bakgrund
Vive l’enfant var en barnkultursatsning med syfte att presentera svensk barnkultur i Frankrike. Satsningen utgick från det svenska kulturhuset CCS i Paris, en filial till Svenska institutet i samma stad. Namnet lånades av Riksutställningar och Byteatern till samproduktionen Vive l’enfant – utställningen om barn i Sverige, som visades på CCS.
Utställningen Vive l’enfant var en produktion i linje med Riksutställningars uppdrag att framställa utställningar som från början var avsedda för att kunna visas utomlands. Det hände också att vissa av Riksutställningars produktioner gjorda för Sverige visades i de nordiska grannländerna och även på andra platser i Europa. Exempel på det var vandringsutställningen Kalejdoskopet öppnar sig, som efter sin turné på 1990-talet i Sverige och Danmark fortsatte till Frankrike och städerna Paris och Lyon. Musiklådan, med nya pedagogiska grepp, turnerade ett antal år i Sverige på 1970-talet och sedan visades i Frankrike och Tyskland.
Särskilt stort intresse för Riksutställningars produktioner visade Svenska institutet i Paris, där kulturhuset CCS ingick. Svenska institutet visade ett antal av myndighetens utställningar under flera år, bland annat Kråkfötter och krusiduller och Svenska hus. En tidig utställning som var anpassad för flera länder var Strindberg, som beställdes av Svenska institutet i flera exemplar och tillverkades i flera språkversioner för att kunna gå på turné i övriga Europa och USA.
Anledningen till det franska intresset för Riksutställningar var bland annat myndighetens satsning på pedagogik för barn, vilken startade redan 1966 med vandringsutställningen Upptäcka – uppleva, i samarbete med föreningen Konst i skolan.
Bidrog till uppmärksamheten gjorde också Rikutställningars komprimerade utställningsformat i lådform, utvecklat sedan vandringsutställningen Formlek 1968. I början av 1980-talet bjöds Riksutställningar in till det franska seminariet A vos jeux av Centre Pompidou, där temat var små utställningar och studielådor. Några år senare följde barnkultursatsnignen Vive l’enfant.

## Tema
Vive l’enfants tema var kultur för barn på ett sätt som skulle göra kulturen tillgänglig och spännande för de unga och locka och uppmuntra till lek.

## Produktion
Utställningen Vive l’enfant byggdes upp av Riksutställningar tillsammans med Byteatern i Kalmar på CCS. En engelskspråkig version togs fram för planerad visning i bland annat USA och Australien. Innehållet var bland annat vardagsföremål i jätteskala, vilket skulle locka barnens intresse och inspirera dem till lek.
Vive l’enfant blev också utställningar på bibliotek i förorter till Paris där barn fick delta i olika workshops, organiserade av Utbildningsradion och Riksutställningar. Bland annat fick deltagarna prova på att göra animerad film och trycka texter på papper som de själva hade tillverkat. I Sverige resulterade barnkultursatsningen bland annat i de kompakta vandringsutställningarna Papperslådan, Tryckerilådan, Fickmuseet.
Vive lenfant avslutades med en barnkulturkonferens med deltagare från Sverige och Frankrike.

### Deltagande institutioner och aktiviteter
- Moderna museet i Stockholm, som presenterade sina barnvisningar och sin barnverkstad. På Centre Culturel Suédois visades franska besökare runt i en utställning som bestod av bilder av Eddie Figge, Marie-Louise de Geer-Bergenstråhle, Dan Wolgers, Barbro Östlihn.
- Riksteatern med Byteaterns utställning Byrålådan, Horst Tuuloskorpis LEK och miniutställningen Fickmuseet.
- Utbildningsradion som gjorde en fransk presentation av programprojektet Hanteras varsamt.
- Folkteatern som hade dramatiserat Barbro Lindgrens berättelse Sagan om den lilla farbrorn.
- Clownen Manne med mimföreställningen Min bror, min bror.
- Musikgruppen Iskra med musikföreställningar med improvisationer för barn, fem föreställningar totalt. Dessutom en konsert för vuxna.
- Svenska filminstitutet arrangerade tre olika barnfilmprogram.[10][3]

Utbildningsradion och Riksutställningar organiserade också verkstäder i bostadsområden kring Paris där barnen fick prova på att göra tecknad film och trycka texter på papper som de själva fick tillverka.

## Genomförandet
Barnkulturprojektet invigdes 27 september 1984 på Centre Culturel Suédois. På 18 dagar uppgick publiken till 3 283 personer, enligt en preliminär rapport. Vernissagen hade 400 besökare på två timmar. Enligt rapporten skulle Vive l'enfant på sex veckor troligen ”slå alla publikrekord genom tiderna på CCS”: 
Enbart våra utställningar (Moderna museet och Riksutställningar) har hittills, efter 18 dagars öppethållande, tagit emot en publik på totalt 1 573 personer (plus ett antal oräknade barngrupper). Samma siffror har vi ibland tidigare haft först när en hel utställningsperiod (sex veckor) är slut./.../På grund av publikanstormningen har CCS tvingats anställa extravakter vid föreställningarna och under helger. Likaledes har det hela inte kunnat fungera utan de personer som finns och har funnits här från t.ex. Moderna museet, Riksutställningar, Utbildningsradion, Byteatern. Dessa har då kunnat ta emot besöksgrupper, guidat barnen och informerat om svensk barnkultur.

### Utställare och publiksiffror
- Utställningar från Moderna museet och Riksutställningar, visade i Centre Culturel Suédois: 1 573 personer.
- Folkteaterns föreställningar av Sagan om den lille ensamme farbrorn: 600 personer.
- Iskras musikföreställningar för barn: drygt 400 personer.
- Iskras vuxenkonsert: ”överfullt hus” – cirka 110 personer.
- Utbildningsradions videovisningar av Hanteras varsamt: drygt 200 personer.[3]

## Reaktioner
Kulturevenemanget Vive l'enfant fick flera positiva omnämnanden i fransk press, bland annat i Figaro Magazine, 1984-10-13:
Le Centre culturel suédois organise une grande manifestation sous le signe de ”l'enfant et la culture” jusqu'au 8 novembre. Un large éventail de programmes est proposé. Expositions: les oeuvres de quatre artistes contemporains suédois, un documentaire réalisé par le Centre national des expositions itinérantes, des photographies de Horst Tuuloskorpi. Théâtre: du 17 au 21 octobre, spectacle du clown Manne. Cinéma: des longs et des courts métrages, films d'animation et de fiction du 29 octobre au 2 novembre. Atelier: du 22 au 26 octobre, réalisation de film animé, fabrication de papier, imprimerie, etc. Le 25 octobre: rencontre franco- suédoise sur le thème de l'animation culturelle et l'enfant.

## Ekonomi
Vive l’enfant var ett samarbete mellan flera olika aktörer samlade under Svenska institutet. Det är därför svårt att säga vad projektet kostade att producera i sin helhet. Däremot finns det uppgifter på budgeten för den engelskspråkiga versionen av Riksutställningars Vive l’enfant – utställningen om barn i Sverige. Enligt en kalkyl skulle summan för en ny informationsdel och en viss ombyggnad av Byteaterdelen uppgå till 45 000 kronor.